# Lago Groß Upahler
El lago Groß Upahler (en alemán: Groß Upahlersee) es un lago situado en el distrito de Rostock, en el estado de Mecklemburgo-Pomerania Occidental (Alemania), a una altitud de 40.9 metros; tiene un área de 107 hectáreas.